# Combeinteignhead
Combeinteignhead o Combe-in-Teignhead è un villaggio di 729 abitanti nel Distretto di Teignbridge, nella Contea del SudDevon, in Inghilterra. 
Si trova all'interno della parrocchia civile di Haccombe with Combe, tra Newton Abbot e Shaldon, circa a 1 chilometro nell'entroterra dall'estuario del River Teign.
Nonostante questa vicinanza al fiume, il nome Combeinteignhead non deriva da esso: nel Domesday Book il distretto conta tredici manieri distribuiti su un'area di dieci hide e tutta la zona era conosciuta come "Ten Hide" (dieci hide). Questa è stata poi corrotta in Teignhead attraverso l'influenza del nome del fiume. Il nome del vicino villaggio di Stokeinteignhead ha una derivazione similare.